# Arachniodes standishii
Arachniodes standishii là một loài thực vật có mạch trong họ Dryopteridaceae. Loài này được (T. Moore) Ohwi miêu tả khoa học đầu tiên năm 1962.

## Hình ảnh

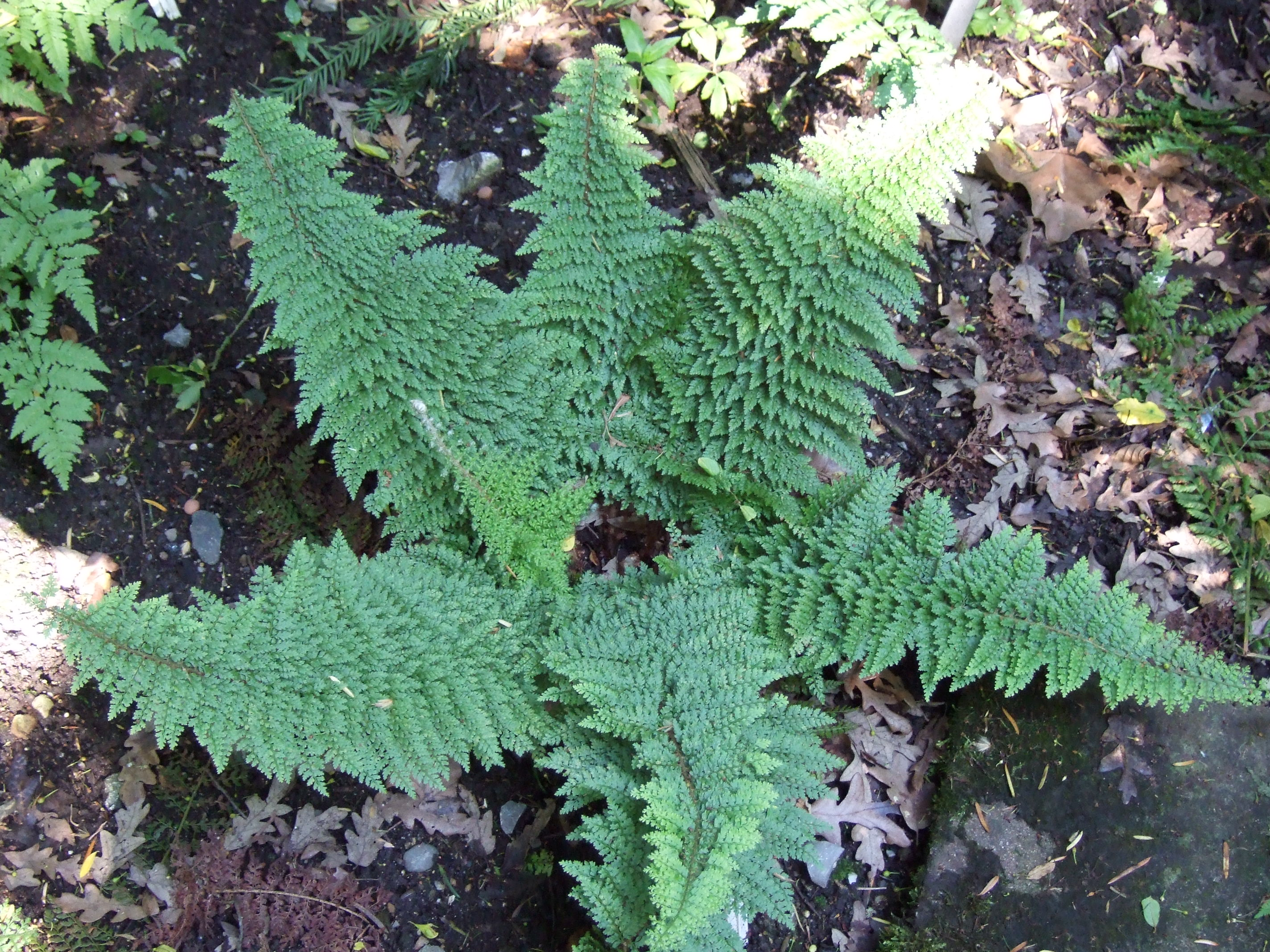